# Čistka riječkih autonomaša
Čistka rijećkih autonomaša, ili čistka autonomaških elemenata grada Rijeke, bila je serija dobro organiziranih ubojstava najistaknutijih političara i intelektualaca Autonomaške stranke grada Fiume ili Rijeke (tada je poznatija u svijetu povijesnim imenom Fiume) sa strane OZNE, u glavnom 1945. godine pri ulasku u grad regularne vojske i u prvim mjesecima vojne uprave.

## Povijesni pregled
U danima koji su prethodili 3. svibnja 1945. i oslobađanju Rijeke od nacističke okupacije, jugoslavenska tajna policija OZNA započela je likvidaciju poznatijih članova riječke Autonomističke stranke i Liburnijskog pokreta autonomaša koji su lobirali za status neovisno područje za grad nakon Drugog svjetskog rata. Za razliku od tadašnjeg riječkog gradonačelnika Riccarda Gigantea i njegovih suradnika, koje su nove jugoslavenske vlasti mogle povezati s fašističkim režimom i pogubiti ih 4. svibnja 1945. bez suđenja, u blizini Crkve na Kastvu, simpatizeri autonomaških ideja za Rijeku teško su mogli dobiti bilo koju negativnu naljepnicu koja im je prišivena. Autonomisti su bili svih etnija koje su živjele u Rijeci i sami su bili prve žrtve prethodnog fašističkog režima koji je držao vlast u gradu od službenog pripajanja Slobodne Države Rijeke Italiji 1924. godine pa do kraja Drugog svjetskog rata. Štoviše, ti su autonomaši bili u kontaktu i aktivno surađivali s jugoslavenskim partizanima u okolici grada, pružajući im konkretnu pomoć i podršku u oslobađanju grada od nacističko-fašističkog režima, ali odbijali su izraziti svoju podršku aneksiji grada novoj komunističkoj Jugoslaviji. Također su bili u kontaktu s anglo-američkim dijelom savezničkog fronta, nadajući se njihovoj intervenciji i budućoj potpori neovisnosti Rijeke. U ožujku 1944. skupina pod nazivom 'Liburnisti' predložila je ponovno uspostavljanje Slobodne Države Rijeka, ali koja bi se ovaj put sastojila od tri kantona, svaki sa svojim lokalnim jezicima: talijanski u Fiumeu, hrvatski na sušačkom području i slovenski na području Bistrice. Naposljetku, sama KPJ je obečavala kroz svoje agent u gradu vraćanje nezavisne države za Rijeku u početku a kasnije i sve do ulaska u grad, federativnu jedinicu za Rijeku, po uzoru na SR Hrvatsku ili SR Sloveniju.
Ukupno je 650 ljudi ubijeno nakon ulaska jedinica Jugoslavenske vojske u grad bez ikakvog odgovarajućeg suđenja. Prva ubijena autonomaška ličnost bio je Giovanni Rubini (također poznat kao Rubinich) kojeg je 21. travnja 1945. pred kućnim pragom ubio jugoslavenski komando, on je također bio jedna od najaktivnijih osoba u lobiranju za reaktiviranje neovisnosti Rijeke. Glavni čovjek autonomističkog pokreta u gradu Mario Blasich zadavljen je jastukom 2. Svibnja u svom domu. Sedam ljudi noseći partizansku uniformu je ušlo u njegov stan i zaključalo članove obitelji u kupaonicu, a nakon ubojstva pretražili su stan i ukrali predmete u iznosu od 30.000 lira. Giuseppe Sincich, bivši član ustavne skupštine Slobodne Države Fiume, uhićen je iste noći i ubijen rano ujutro. Nevio Skull je nestao iste noći, a nakon nekoliko dana pronađen je kako pluta kod posljednjeg mosta na rijeci Rječini, ustrijeljen.
Osim uklanjanja najizloženijih osoba pokreta, također je između 1500 i 2000 simpatizera pokreta Autonomist bilo žrtva politički motiviranog uhićenja.
Unatoč ogromnim pritiscima, proautonomistički kandidati pobijedili su na prvim poslijeratnim izborima za mjesne odbore u gradu. To je motiviralo vojne komunističke vlasti, svjesne koliko će im biti potrebno da potčine lokalno stanovništvo svojim totalitarnim ciljevima, da brzo djeluju i organiziraju niz ciljanih akcija i odmazda u želji da otuđe stanovništvo talijanskog govornog područja i da ga potiču da se pridruži istarsko-dalmatinskom egzodusu. Između 1945. i 1954. Fiume je izgubio 58.000 od 66.000 stanovnika, uglavnom govornika talijanskog jezika, ali i ogromnu većinu drugih autohtonih nacionalnosti poput Mađara, Slovenaca, Hrvata i preostalih Austrijanaca, koji su prethodno živjeli unutar gradskih granica. Izgnanici su u glavnom bježali kako bi izbjegli sve veću diskriminaciju u rodnom gradu, ciljano nasilje te terorističke akte koje su protiv njih vodile nove lokalne i državne vlasti. Riječke vlasti još uvijek službeno ne priznaju ove zločine i negiranje istih je izvor stalnih napetosti između djela gradskog stanovništva i lokalne gradske elite.

## Poznate osobe ubijene u čistki
- Giovanni Rubinich
- Mario Blasich
- Giuseppe Sincich
- Nevio Skull
- Mario De Hajnal
- Radoslav Baucer
- Angelo Adam